# Пайман, Клаус
Клаус Пайман (нем. Claus Peymann; 7 июня 1937[…], Бремен — 16 июля 2025, Кёпеник) — немецкий театральный режиссёр. С 1999 по 2017 год — художественный руководитель театра «Берлинер ансамбль».

## Биография
Клаус Пайман начинал свою режиссёрскую карьеру в университетском театре в Гамбурге, с 1966 года работал во Франкфурте-на-Майне.
В 1970 году вместе с Петером Штайном принял участие в создании театра «Шаубюне» в Западном Берлине. Вместе со Штайном поставил пьесу Б. Брехта «Мать», однако уже в 1971 году покинул «Шаубюне», не согласившись со штайновской концепцией «театра права голоса» (Mitbestimmungstheater), предполагавшей участие всех членов творческого коллектива и технического персонала в принятии решений, в том числе и по вопросам репертуарной политики.
После ухода из «Шаубюне» Пайман в течение нескольких лет был свободным режиссёром. С 1974 по 1979 год он занимал пост артистического директора в штутгартском «Шаушпиле».
В 1979 году сменил Петера Цадека на посту интенданта бохумского «Шаушпильхауза». Здесь Пайман получил признание как один из ведущих режиссёров Западной Германии.
В 1986 году возглавил венский Бургтеатр. Театр с более чем 200-летней историей он переориентировал на современный репертуар, что у многих вызывало недовольство, особенно постановки острых пьес Томаса Бернхарда, в котором Пайман нашёл своего драматурга. Впервые он поставил пьесу Бернхарда «Вечеринка для Бориса» (нем. Ein Fest für Boris) ещё в 1970 году в Гамбурге и с тех пор не расставался с его драматургией, став первым интерпретатором многих его пьес. Бернхард посвятил режиссёру свою последнюю пьесу — «Клаус Пайман покупает себе брюки…» (нем. Claus Peymann kauft sich eine Hose und geht mit mir essen), которая идёт в настоящее время на сцене театра «Берлинер ансамбль».
В Вене Пайман привлекал к работе в театре очень разных режиссёров, таких как Джорджо Стрелер, Петер Цадек, Георг Табори; вместе с тем у него постоянно возникали конфликты с актёрами, поскольку не все члены огромной, в 160 человек, труппы театра находили себе место в новом репертуаре. Но, сколько ни критиковали Паймана в годы его руководства Бургтеатром, задним числом этот период был признан успешным, и сам Пайман в 2012 году был включён в число почётных членов Бургтеатра.
В 1999 году Пайман покинул Вену, чтобы возглавить оказавшийся в кризисе «Берлинер ансамбль». Б. Брехта Пайман ставил значительно реже, чем Бернхарда, но по образу мыслей режиссёр, будораживший венскую публику не только своими постановками, но и своими скандальными интервью, в полной мере соответствовал театру Брехта. В одном из интервью 1988 года он говорил: «„Трёхгрошовая опера“ наибольший восторг вызывала у буржуазии, против которой была направлена. Фашист, посмотрев пьесу Брехта или Лессинга, выходит из театра тем же фашистом. Я в полной мере сознаю это». И на вопрос журналиста: «Тем не менее вы настаиваете на том, чтобы театр стремился изменить людей?» — Пайман отвечал: «Я иначе не могу… Возможно, я глупец. Но это меня устраивает. Мне необходима иллюзия, будто то, что я делаю, способствует изменению общества в моральном отношении. В противном случае я должен был бы отказаться от моей профессии».
Сохраняя верность брехтовским традициям театра, Пайман и здесь привлекает к сотрудничеству самых разных режиссёров, в том числе Петера Штайна и Роберта Уилсона; несколько сцен «Берлинер ансамбль» открыты и для поисков молодых режиссёров.
Умер 16 июля 2025 года в возрасте 88 лет в своём доме в Кёпенике после продолжительной болезни.

## Творчество

### Избранные постановки
- 1970 — «Вечеринка для Бориса» (нем. Ein Fest für Boris) Т. Бернхарда — Немецкий театр, Гамбург (первая постановка пьесы)
- 1972 — «Невежда и сумасшедший» (нем. Der Ignorant und der Wahnsinnige Т. Бернхарда — Зальцбургский фестиваль (первая постановка пьесы)
- 1976 — «Минетти» (нем. Minetti) Т. Бернхарда — Штаатсшаушпиль, Штутгарт (первая постановка пьесы)
- 1977 — «Фауст I» и «Фауст II» И. В. фон Гёте — Штаатсшаушпиль, Штутгарт
- 1986 — «Риттер, Дене, Фосс» (нем. Ritter, Dene, Voss) Т. Бернхарда — Зальцбургский фестиваль (первая постановка пьесы)
- 1985 — «Лицедей» (нем. Der Theatermacher) Т. Бернхарда — Зальцбургский фестиваль (первая постановка пьесы)

Шаушпильхауз, Бохум
- 1980 — «Преобразователь мира» (нем. Der Weltverbesserer) Т. Бернхарда (первая постановка пьесы)
- 1981 — «Натан Мудрый» Г. Э. Лессинга
- 1982 — «Битва Германа» Г. Клейста
- 1984 — «Внешность обманчива» (нем. Der Schein trügt) Т. Бернхарда (первая постановка пьесы)

Бургтеатр
- 1987 — «Ричард III» У. Шекспира
- 1988 — «Площадь героев» (нем. Heldenplatz) Т. Бернхарда (первая постановка пьесы)
- 1990 — «Клавиго» И. В. фон Гёте
- 1992: — «Час там мы ничего не знали друг о друге» (нем. Die Stunde da wir nichts voneinander wußten) П. Хандке (первая постановка пьесы)
- 1994 — «Пер Гюнт» Г. Ибсена
- 2010 — «Ричард II» У. Шекспира

Берлинер ансамбль
- 2000 — «Ричард II» У. Шекспира
- 2003 — «Святая Иоанна скотобоен» Б. Брехта
- 2004 — «Подземный блюз» П. Хандке
- 2005 — «Мамаша Кураж и её дети» Б. Брехта
- 2005 — «Мать» Б. Брехта
- 2008 — «Ричард III» У. Шекспира
- 2008 — «Пробуждение весны» Ф. Ведекинда
- 2011 — «Смерть Дантона» Г. Бюхнера